# Šator Planina
Šator Planina är en bergskedja i Bosnien och Hercegovina. Den ligger i den västra delen av landet, 140 km väster om huvudstaden Sarajevo. Šator Planina ligger vid sjön Šatorsko Jezero.
I omgivningarna runt Šator Planina växer i huvudsak blandskog. Runt Šator Planina är det ganska tätbefolkat, med 93 invånare per kvadratkilometer.